# Puskás Aréna
Puskás Aréna este un stadion de fotbal din districtul 14 (Zugló) din Budapesta, Ungaria. Construcția stadionului a început în 2017 și a fost terminată înainte de sfârșitul anului 2019. Este un all-seat cu o capacitate de 67.215. Federația Maghiară de Fotbal îndeplinește toate cerințele stadionului UEFA și FIFA și a primit 4 stele de la UEFA. Stadionul este construit în locul fostului stadion Ferenc Puskás a cărui demolare a fost finalizată în octombrie 2016. Ambele stadioane au fost numite în cinstea legendarului fost căpitan al echipei naționale Ferenc Puskás.